# Secrétaire d'État des États-Unis
Ne doit pas être confondu avec Secrétaire d'État (État américain).
Le secrétaire d'État des États-Unis (en anglais : United States Secretary of State) est le chef du département d'État, c'est-à-dire du département chargé des Affaires étrangères.
Au sein du cabinet, il a le plus haut rang, tant dans l'ordre de succession présidentielle que dans l'ordre de préséance. Il fait office de chef de la diplomatie, l'équivalent de « ministre des Affaires étrangères » dans d’autres pays.
Depuis le 20 janvier 2025, le titulaire du poste est Marco Rubio.

## Historique
Le 10 janvier 1781, le Congrès continental crée le département des Affaires étrangères (en anglais : Department of Foreign Affairs). Le 27 juillet 1789, George Washington signe un acte du Congrès autorisant un département des affaires étrangères dirigé par un secrétaire aux affaires étrangères. Le Congrès a ensuite voté une loi lui donnant des responsabilités nationales supplémentaires et le renommant département d'État. Cette loi est approuvée par George Washington le 15 septembre 1789.
Les nouvelles attributions domestiques données par le Congrès sont la publication, la diffusion et la préservation des lois des États-Unis, la garde du grand sceau, authentification des copies et préparation des commissions de nomination des branches exécutives, et la garde des livres, journaux et enregistrements du Congrès continental y compris la Constitution et la déclaration d'indépendance. Le titre de Secrétaire d'État est britannique. Au moment de l'indépendance des États-Unis, la Grande-Bretagne comptait deux secrétaires d'État, tous deux chargés des affaires internes mais se divisant les Affaires étrangères suivant que le pays était catholique ou protestant. Avec l'ajout de ses nouvelles responsabilités, le rôle du secrétaire des Affaires étrangères devenait comparable à celui du secrétaire d'État britannique et l'utilisation de ce dernier nom paraissait logique.
Dans les premiers temps, cette fonction est perçue comme un tremplin vers la présidence. En effet, six secrétaires d'État deviennent présidents : Thomas Jefferson, James Madison, James Monroe, John Quincy Adams, Martin Van Buren et James Buchanan. En revanche, Henry Clay, James Blaine et Hillary Clinton se sont portés candidats à l'élection présidentielle sans succès. Quant à William Jennings Bryan, Charles Evans Hughes et John Kerry, ils sont devenus secrétaires d'État après avoir été candidats malheureux à l'élection présidentielle.

## Rôle

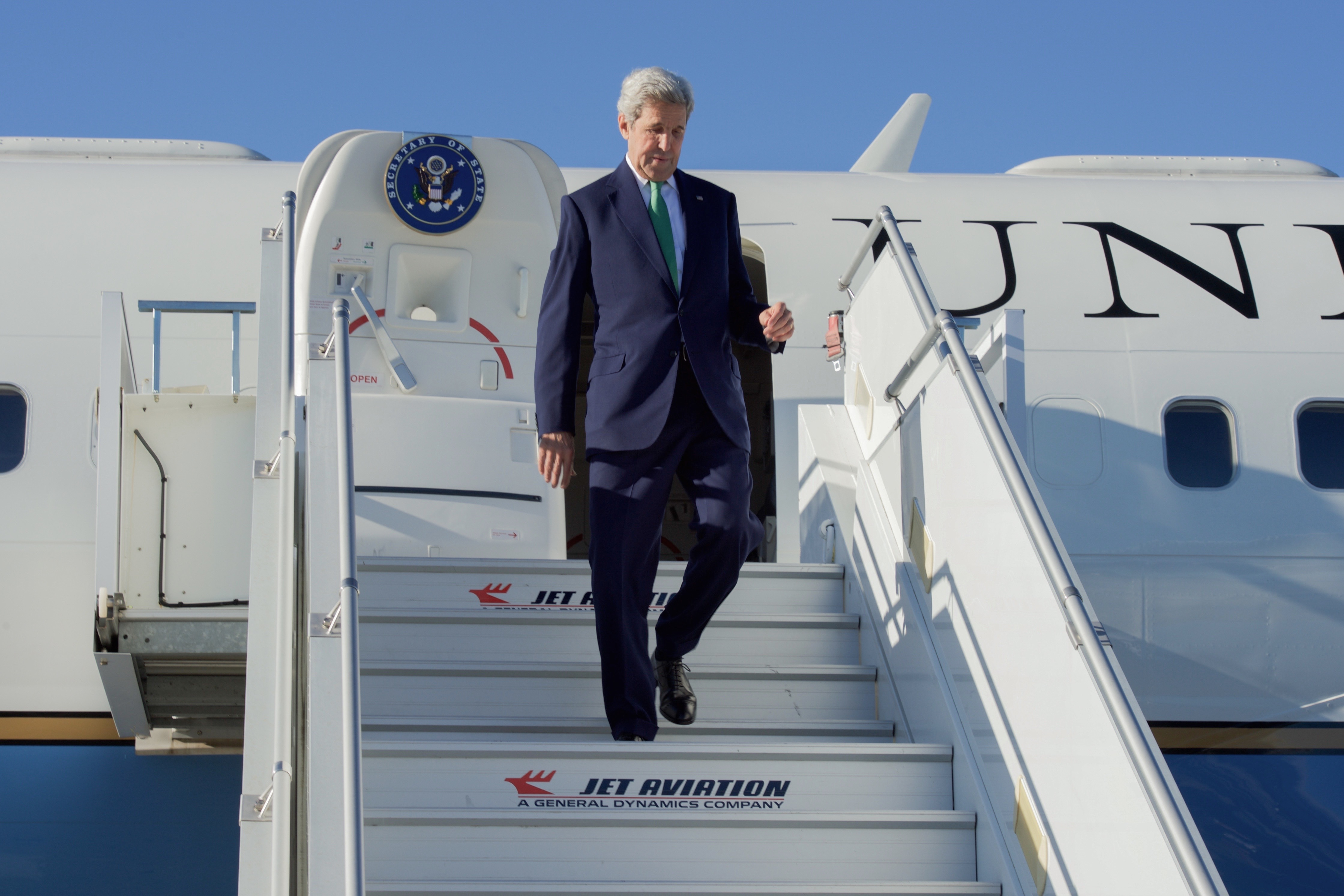
John Kerry descend du Boeing C-32 du vice-président des États-Unis, utilisé par le secrétaire d'État si disponible.

La plupart des attributions de politique intérieure du département d'État ont été transférées à d'autres départements. Celles qu'il conserve sont la garde et l'utilisation du grand sceau, le fonctionnement des fonctions protocolaires de la Maison-Blanche, la préparation des proclamations et les réponses aux demandes de renseignement. Conformément à la Constitution, le secrétaire d'État exécute les tâches requises par le président, comme négocier avec les représentants étrangers et donner leurs instructions aux ambassades et consulats à l'étranger. Le secrétaire d'État est aussi le principal conseiller du président pour la politique étrangère des États-Unis. Depuis les dernières décennies il est devenu responsable de l'organisation des affaires internes du gouvernement américain à l'étranger.
En tant que membre de plus haut rang du cabinet, le secrétaire d'État est le quatrième dans l'ordre de succession des États-Unis, après le vice-président, le président de la Chambre des représentants et le président pro tempore du Sénat.

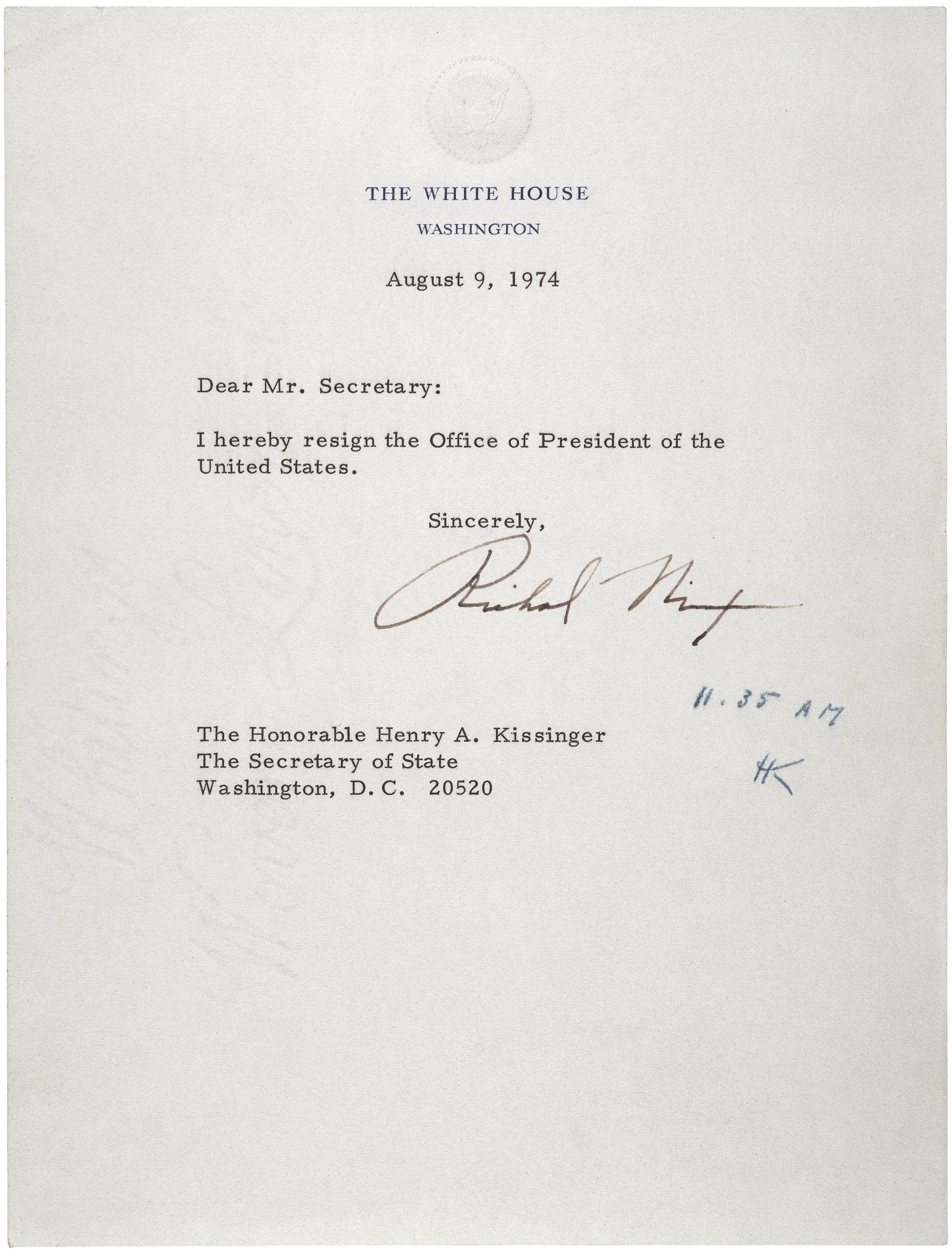
Lettre de démission de Richard Nixon.

Une loi fédérale prévoit que le président remette sa démission par écrit au secrétaire d'État. Cela est arrivé une fois, quand Richard Nixon remet sa démission à Henry Kissinger en 1974. Lors d'une vacance du poste de secrétaire, la charge est exercée par un autre membre du cabinet, comme cela se faisait au début, ou, plus récemment, par un subalterne du département d'État jusqu'à ce que le président nomme et que le Sénat confirme le nouveau secrétaire.
Sa protection est assurée par le Diplomatic Security Service.

## Dans la fiction
- Dans la série Hail to the Chief (1985), LaRue Hawkes (sous les traits de Glynn Turman) est le secrétaire d'État des États-Unis.
- Dans la série À la Maison-Blanche (1999-2006), Lewis Berryhill (joué par William Devane, saison 5) puis Arnold Vinick (joué par Alan Alda, saison 7) occupent la fonction de secrétaire d'État des États-Unis.
- Dans le film Idiocracy (2006), le personnage joué par David Herman est le secrétaire d'État des États-Unis.
- Dans la série Madam Secretary, Elizabeth McCord (jouée par Téa Leoni) est la secrétaire d'État des États-Unis.
- Dans la série House of Cards, Catherine Durant (jouée par Jayne Atkinson) est la secrétaire d'État des États-Unis.
- Dans la série Veep, Andrew Doyle (joué par Phil Reeves) est le secrétaire d'État des États-Unis.
- Dans la série Designated Survivor, Cornelius Moss (joué par Geoff Pierson) est le secrétaire d'État des États-Unis.
- Dans la comédie romantique américaine Séduis-moi si tu peux ! (2019), Charlize Theron est la secrétaire d'État des États-Unis.